# Ligue communiste d'Allemagne de l'Ouest
La Ligue communiste d'Allemagne de l'Ouest (KBW) était un groupe maoïste ouest-allemand qui a existé de 1973 à début 1985. Ce parti ultra-minoritaire était principalement issu du groupe communiste (Neues Rotes Forum) Mannheim-Heidelberg, fondé à l'automne 1970 et successeur de l'Union socialiste allemande des étudiants (SDS) de Heidelberg, et de la Ligue communiste de Brême ainsi que d'autres cercles de Gauche.

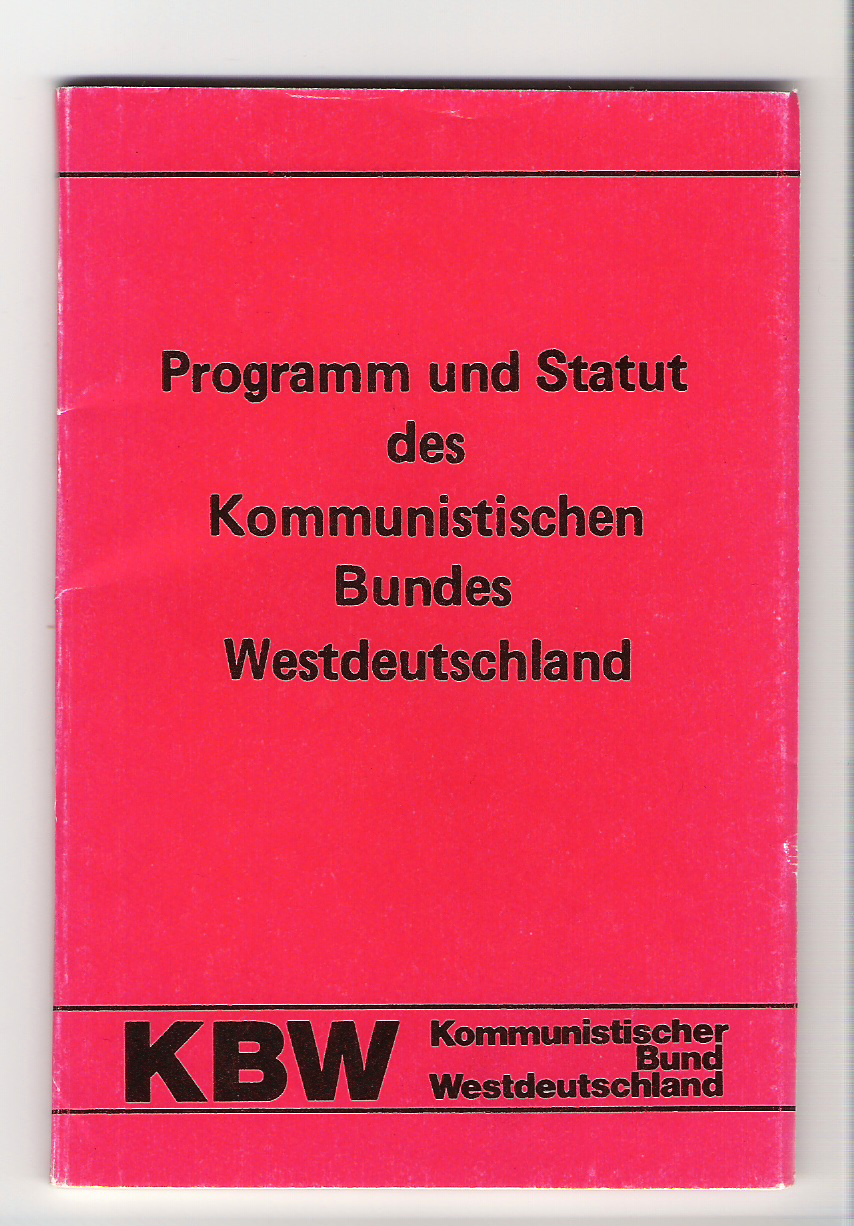
Programme du KBW.

En 1982, le KBW cesse en grande partie son travail politique et se dissout en 1985 après de longues négociations sur la réalisation de ses millions d'actifs.
Durant ses 19 années d'existence le parti n'a connu qu'un seul premier secrétaire, Hans-Gerhart « Joscha » Schmierer, qui travailla par la suite au sein du ministère des Affaires étrangères sous la direction de Joschka Fischer et Frank-Walter Steinmeier, au début du premier mandat d'Angela Merkel. Certains des anciens adhérents de ce parti poursuivent leur carrière politique et ont occupé des postes de premier plan ou de second plan au niveau régional ou fédéral, notamment Reinhard Bütikofer, Winfried Kretschmann, Krista Sager, Ulla Schmidt et Christiane Schneider.